# Lindiwe Chibi
Lindiwe Chibi (1976-2007), fue una actriz sudafricana, conocida por su papel de 'Doobsie' en la popular serie Muvhango.

## Carrera
En 1995, debutó como actriz en la obra de teatro Ekuseni. Luego actuó en la obra de teatro Game en el Windybrow Theatre, por la cual recibió un Premio a la Mejor Actriz. Luego interpretó a 'Stella Kowalski' en la obra clásica A Street Car Named Desire, así como en The Pen y Molora. Posteriormente, encarnó a la villana 'Doobsie' en la serie de televisión Muvhango.

## Agresión y muerte
El 30 de abril de 2005, su novio Dan Mokoena le disparó en la cara cuando se encontraba en casa de su madre. El disparo, hecho a quemarropa, entró en su mejilla y salió por la parte posterior de su cabeza. Fue trasladada de urgencia al hospital de la Clínica Garden City y estuvo en coma durante tres semanas.  Después de salir del coma, el lado derecho de su cuerpo se paralizó. Durante el proceso de recuperación, murió de neumonía en el Hospital Chris Hani-Baragwanath en Soweto en 2007. Tenía 31 años.